# Christoph Meckel

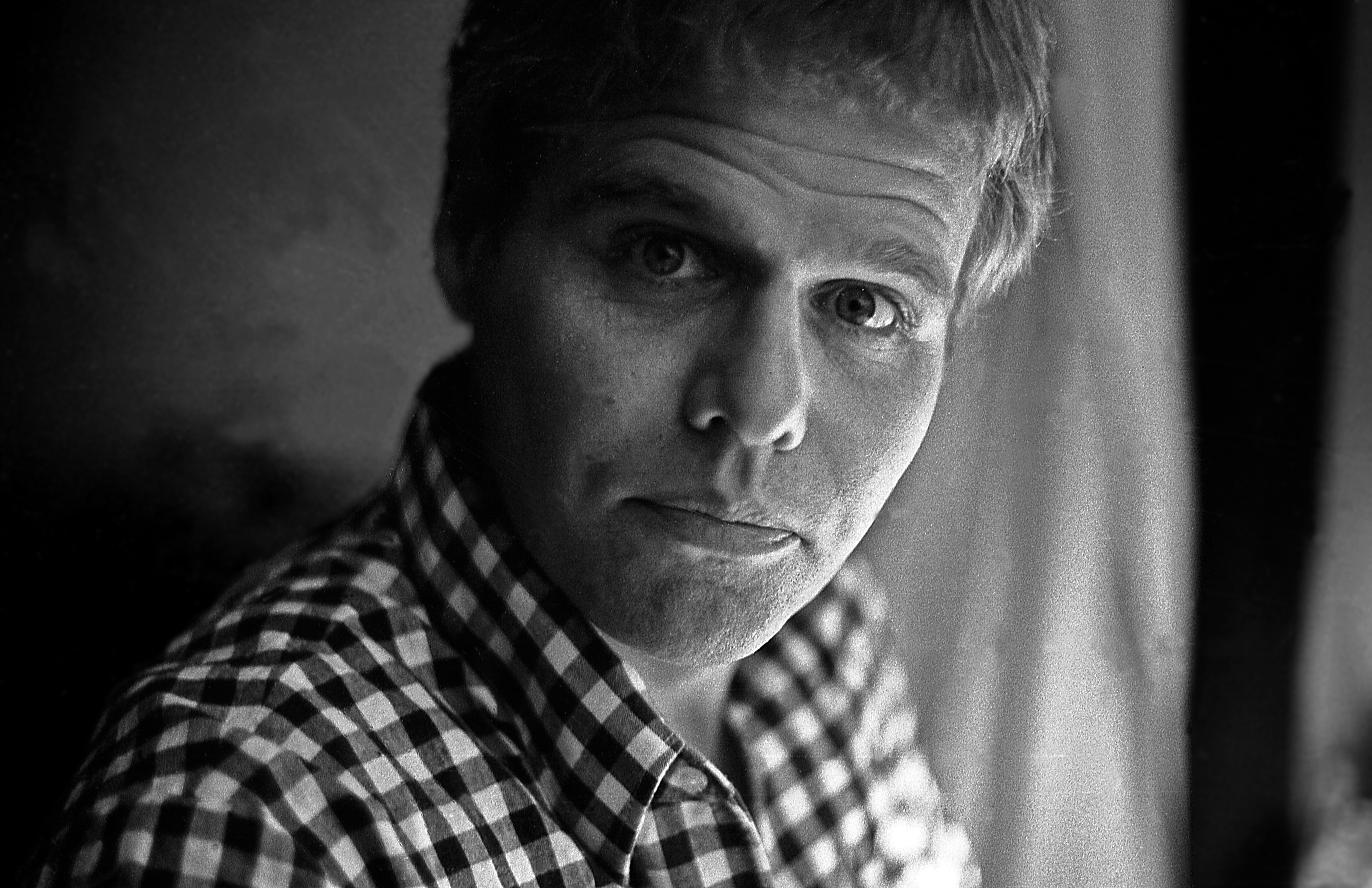
Christoph Meckel (1974)

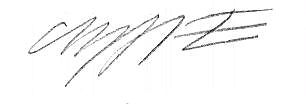
Signatur Christoph Meckel

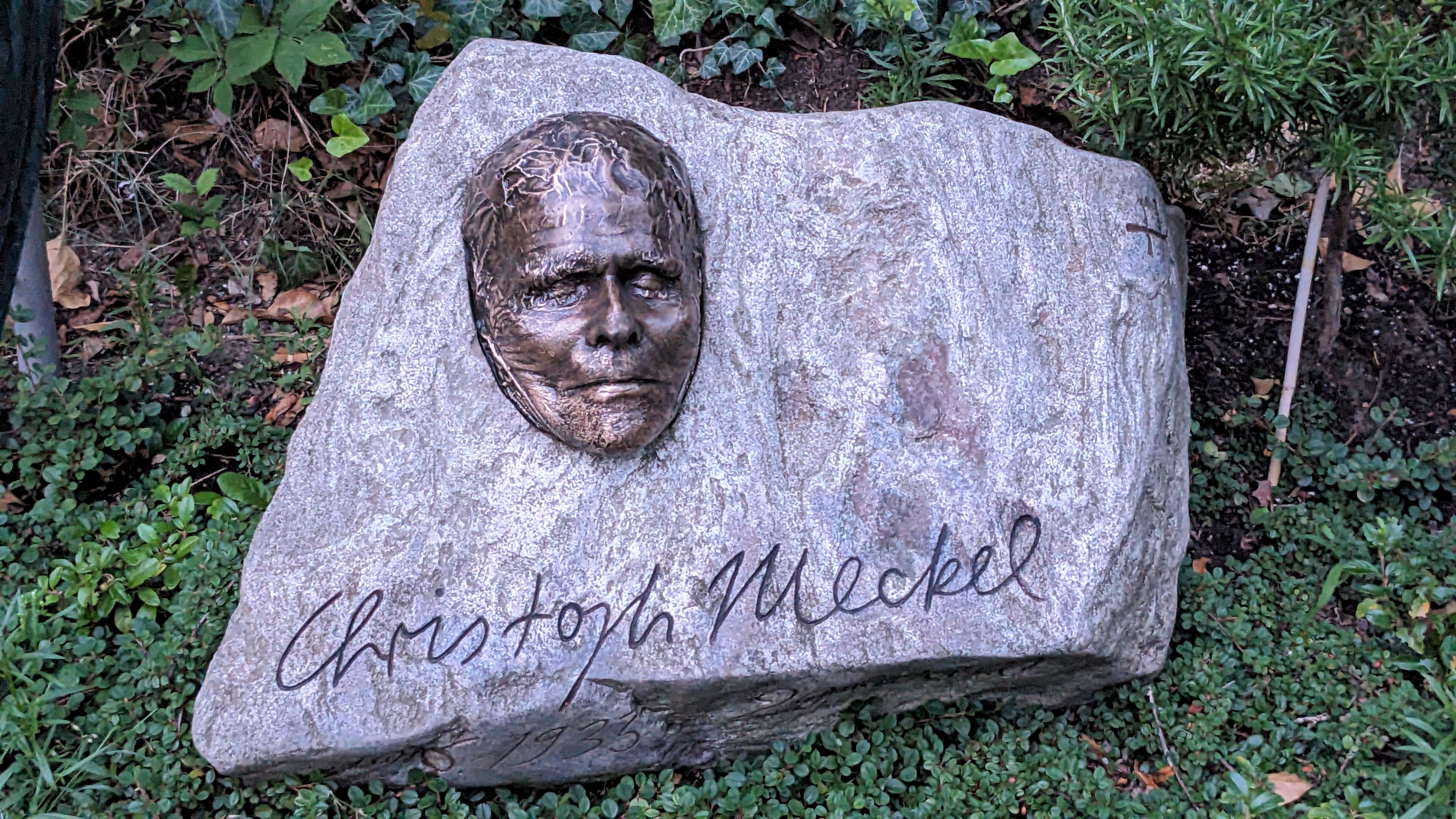
Grabstein Christoph Meckel

Christoph Meckel (* 12. Juni 1935 in Berlin; † 29. Januar 2020 in Freiburg im Breisgau) war ein deutscher Schriftsteller und Grafiker.

## Leben
Christoph Meckel, Sohn des Schriftstellers Eberhard Meckel und Enkel des Architekten Carl Anton Meckel, verbrachte Kindheit und Jugend in Berlin, Erfurt und Freiburg im Breisgau, wo er das Gymnasium bis zur Unterprima besuchte. 1954/55 studierte er Grafik an der Kunstakademie in Freiburg im Breisgau, 1956 an der Akademie der Bildenden Künste München. Seit 1956 arbeitete er als Schriftsteller und Grafiker. Er unternahm ausgedehnte Reisen durch Europa, Afrika und Amerika und lebte in Ötlingen im Markgräflerland, in Berlin, in Südfrankreich, in der Toskana und zuletzt wieder in Freiburg im Breisgau, wo er im Alter von 84 Jahren im Januar 2020 starb. Sein Grab befindet sich auf dem Dorotheenstädtischen Friedhof I in Berlin-Mitte.
Meckel war Mitglied des PEN-Zentrums der Bundesrepublik Deutschland, der Akademie der Wissenschaften und der Literatur und der Deutschen Akademie für Sprache und Dichtung.

## Werk
Meckels biografische Daten sind Teil seines künstlerischen Werks. So behauptete er 1992 im Bericht zur Entstehung einer Weltkomödie, der Schriftsteller Christoph Meckel habe eine andere Biographie als der Grafiker. Die Auseinandersetzung mit seinem Vater und dessen Generation im Nationalsozialismus und im Krieg prägte Meckel und wird am deutlichsten im Werk Suchbild. Über meinen Vater (1980). Ebenso intensiv setzte er sich 22 Jahre später in Suchbild: meine Mutter (2002) mit seiner Mutter auseinander, von der er sich zeitlebens ungeliebt fühlte und der er geistige Enge und Frigidität vorwarf.
Als Lyriker publizierte Meckel fast ausschließlich in Kleinauflagen und oft in bibliophilen Drucken mit eigenen Grafiken. Zu seinem 80. Geburtstag erschienen seine gesammelten Gedichte unter dem Titel Tarnkappe 2015 bei Hanser, herausgegeben von Wolfgang Matz. Die Ausgabe wurde von Michael Krüger als „Lebensroman in Versen“ bezeichnet, die „einen produktiven, artistischen Dichter [zeigen], der die Komödie der Welt in immer neuen Versuchen zu preisen und zu demaskieren versteht“.
Meckels grafisches Werk rankt sich um die Weltkomödie: In zwölf Zyklen, schon als junger Mann begonnen und bis 1993 fortgesetzt, führt Meckel seinen Protagonisten durch Leben und Welt, Zeit und Raum. Die Blätter wurden von Meckel selbst als Handabzüge in Auflagen von in der Regel nur rund fünf Exemplaren angefertigt; nur einzelne Zyklen wurden ausgestellt, ursprünglich war lediglich der Zyklus Passage als Buch veröffentlicht.

„Es kommt vor, gewöhnlich nachts, daß ich in Fächern und Schränken Papiere suche und Bilder finde, von denen ich nichts mehr weiß. So entdeckte ich einen ganzen Zyklus – O Babylon! –, vor 30 Jahren gezeichnet, verlegt, vergessen. Das sind die guten Augenblicke des Zeichners, nachdem die Komödie beendet ist.“

Sein grafisches Werk wurde in zahlreichen Ausstellungen gezeigt, so etwa 1987 in der Städtischen Galerie im Park Viersen und 2008 an der Bayerischen Akademie der Schönen Künste in der Münchner Residenz. Darüber hinaus illustrierte Meckel eine Vielzahl an Büchern, darunter die Allgemeine Erklärung der Menschenrechte 1974 für die Büchergilde Gutenberg und mehrfach literarische Veröffentlichungen befreundeter Autoren.
2011 erschien das Werkverzeichnis seines druckgrafischen Œuvres unter dem Titel Die Weltkomödie in zwei Bänden. Die autobiographische und werktheoretische Rede, die Meckel 2008 an der Bayerischen Akademie der Schönen Künste hielt, ist als Einführung abgedruckt.
Postum erschien im März 2020 unter dem Titel Eine Tür aus Glas, weit offen eine von Meckel noch autorisierte Auswahl seiner Prosaarbeiten.

## Ehrungen und Auszeichnungen
- 1959: Immermann-Preis
- 1961: Förderpreis zum Julius-Campe-Preis des Verlags Hoffmann und Campe
- 1962: Förderungspreis des Niedersächsischen Kunstpreises
- 1962/1963: Stipendium des BDI in Rom
- 1963: Stipendium der Villa Massimo Rom
- 1966: Preis der Jungen Generation zum Berliner Kunstpreis
- 1974: Reinhold-Schneider-Preis
- 1978: Rainer-Maria-Rilke-Preis für Lyrik
- 1981: Literaturpreis der Freien Hansestadt Bremen
- 1981: Ernst-Meister-Preis für Lyrik
- 1982: Georg-Trakl-Preis für Lyrik
- 1993: Kasseler Literaturpreis für Grotesken Humor
- 1998: Kester-Haeusler-Ehrengabe der Deutschen Schillerstiftung von 1859
- 2003: Joseph-Breitbach-Preis, zusammen mit Herta Müller und Harald Weinrich
- 2005: Schiller-Ring der Deutschen Schillerstiftung
- 2006: International Literary Award Novi Sad (Serbien)
- 2012: Rainer-Malkowski-Preis (geteilt)
- 2016: Hölty-Preis
- 2018: Johann-Peter-Hebel-Preis
- 2018: Wiesbadener Lyrikpreis Orphil
- 2020: Antiquaria-Preis (zu Lebzeiten; verliehen am 23. Januar)[7] für sein graphisches Werk als Illustrator eigener und gelegentlich fremder Texte

## Werke

### Bücher (Auswahl)
- Tarnkappe. Gedichte. München 1956.
- Nebelhörner. Stuttgart 1959.
- Manifest der Toten. Stierstadt im Taunus 1960.
- Im Land der Umbramauten. DVA, Stuttgart 1961.
- Dunkler Sommer und Musikantenknochen. Berlin 1964.
- Tullipan. Erzählung. Mit zwei Zeichnungen des Autors. Klaus Wagenbach, Berlin 1965.
- In der Tinte. Gedichte. Berlin 1968.
- Jasnandos Nachtlied, Quadrate Bd 5 1969 Syrinx Presse, Freiburg
- Werkauswahl. Lyrik, Prosa, Hörspiel. Nymphenburger, München 1971; 2., erg. Aufl. 1981, ISBN 3-485-00289-5.
- Bockshorn. Nymphenburger, München 1973 – (1984 unter gleichem Namen verfilmt); 1975 für soz.Länder Aufbau-Verlag, Berlin und Weimar
- Licht. Nymphenburger, München 1978.
- Ausgewählte Gedichte. Königstein im Taunus 1979.
- Suchbild. Über meinen Vater. Autobiographisches Prosastück. Düsseldorf 1980.
- Über Peter Stephan. München 1980.
- Nachricht für Baratynski. München 1981.
- Der wahre Muftoni. Erzählung. München 1982.
- Hundert Gedichte. München 1988.
- Immer wieder träume ich Bücher. Warmbronn 1995.
- Ein unbekannter Mensch. Bericht. München 1997.
- Dichter und andere Gesellen. München 1998, ISBN 3-446-19526-2.
- Schöllkopf. Warmbronn 2000.
- Zähne. Gedichte. München 2000.
- Blut im Schuh. Gedichte. Zu Klampen, Lüneburg 2001, ISBN 3-933156-61-0.
- Nacht bleibt draußen und trinkt Regen. Passau 2002.
- Suchbild: meine Mutter. Roman. München 2002.
- Ungefähr ohne Tod im Schatten der Bäume. München 2003.
- Einer bleibt übrig, damit er berichte. München 2005 (Hanser)
- Seele des Messers. Gedichte (= Edition Lyrik Kabinett. Band 2). Hanser, München / Wien 2006, ISBN 3-446-20804-6.
- Musikschiff. Frauenfeld 2006.
- Die Kerle haben etwas an sich. Kunstfiguren, liebliche Berge. Stiftung Lyrik Kabinett, München 2007.
- Wohl denen die gelebt. Erinnerung an Marie-Luise Kaschnitz. Lengwil 2008.
- Nachtsaison. München 2008.
- Hier wird Gold gewaschen. Erinnerung an Peter Huchel. Lengwil 2009.
- Poesiealbum 288. Märkischer Verlag Wilhelmshorst 2010.
- Russische Zone. Erinnerung an den Nachkrieg. Lengwil 2011.
- Luis & Luis. München 2012.
- Dunkler Weltteil. Erinnerung an afrikanische Zeit. Lengwil 2013.
- Tarnkappe. Gesammelte Gedichte. Herausgegeben von Wolfgang Matz. München 2015.
- Für clarisse. gedichte und radierungen (= Reihe Staben. Band 03). Gutleut Verlag, Frankfurt am Main 2015, ISBN 978-3-936826-74-6.
- Schulbeginn. Texte und Bilder. Mönchengladbach 2016, ISBN 3-930509-80-6.
- Kein Anfang und kein Ende. München 2017, ISBN 978-3-446-25721-4.
- bildpost. 100 briefe und postkarten aus sechs jahrzehnten (= Reihe A4+. Band 26). Herausgegeben von Martina Hanf. Frankfurt am Main 2018.
- Eine Tür aus Glas, weit offen. Gesammelte Prosa. Herausgegeben von Wolfgang Matz. München 2020, ISBN 978-3-446-26568-4.

### Ausstellungskataloge
- Radierungen, Holzschnitte, Zeichnungen, Graphik-Zyklen, Bücher. München 1965.
- Handzeichnungen, Radierungen, Bücher. München 1971.
- The graphic work of Christoph Meckel. Austin (Texas) 1973.
- Bilder, Graphik. Hamburg 1976.
- mit Christopher Middleton: Bilderbücher 1968/1978. Berlin 1979
- Zeichnungen, Radierungen. Reutlingen 1984.
- Bilder, Bücher, Bilderbücher. Bamberg 1986.
- Zeichnungen, Bilder, Radierungen. Freiburg im Breisgau 1987.
- Zeichnungen und Graphik. Bergisch Gladbach 1987.
- Christoph Meckel. Frankfurt am Main 1988.
- Radierungen. Freiburg im Breisgau 1990.
- Manuskriptbilder 1962–1992. Freiburg im Breisgau 1992.
- Neue Zeichnungen und Grafik. Saarbrücken 1997.
- Beginn eines Sommers. Troisdorf 2001.
- Passage – Ein Zyklus der „Weltkomödie“. Erata, Leipzig 2006, ISBN 3-934015-90-5.
- Bilder eines Dichters. Christoph Meckel. Hg. von Jürgen Fitschen. Ausst.-Kat. Stiftung Schleswig-Holsteinische Landesmuseen Schloss Gottorf, Kloster Cismar 2010, ISBN 978-3-00-031833-7.

### Werkverzeichnis zur Sammlung Meckel
- Die Weltkomödie. Werkverzeichnis der Druckgrafik. 2 Bände. modo Verlag, Freiburg 2011, ISBN 978-3-86833-074-8.

### Herausgeberschaft
- Georg Heym: Gedichte. Frankfurt am Main 1968.
- Jahrbuch der Lyrik – Das zahnlos geschlagene Wort. Düsseldorf 1980
- Vier Tage im Mai. Waldkirch 1989.
- Alles andere steht geschrieben. Kiel 1993.
- Der Vogel fährt empor als kleiner Rauch. Göttingen 1995.

### Übersetzungen
- Avraham Ben Yitzhak: Es entfernten sich die Dinge. München 1994.
- Asher Reich: Arbeiten auf Papier. Rowohlt, Reinbek 1992.
- Tuvia Rübner: Wüstenginster. Rimbaud, München 1990, ISBN 3-89086-786-3.

### Illustrationen
- Allgemeine Erklärung der Menschenrechte. Büchergilde Gutenberg, Frankfurt am Main 1974, ab 1983 Insel-Verlag.
- Erich Arendt: Reise in die Provence. Darmstadt 1983.
- Walter Aue: Worte. Köln 1963.
- Thomas Böhme: Die Zöglinge des Herrn Glasenapp. Düsseldorf 1996.
- Bertolt Brecht: Bertolt Brechts Hauspostille. Frankfurt am Main 1966.
- Wolfgang Dick: Nachtstücke – versetzbar. Stierstadt im Taunus 1965.
- Uwe-Michael Gutzschhahn: Fahrradklingel. Oberbaum, Berlin 1979.
- Gerd Henniger: Träume. Warmbronn 1987.
- Christopher Middleton: Wie wir Großmutter zum Markt bringen. Stierstadt im Taunus 1970.
- Zvonko Plepelić: Du kommen um sieben. Berlin 1980.
- Die Rechte des Kindes. Ravensburger, Ravensburg 1994, ISBN 3-473-34287-4.
- Ruth Reichstein: Lichterloh. Frauenfeld 1988.
- Christa Reinig: Die Ballade vom blutigen Bomme. Düsseldorf 1972.
- Wulf Segebrecht (Hrsg.): Poetische Grabschriften. Insel, Frankfurt am Main 1987, ISBN 3-458-32651-0.
- Voltaire: Candide oder der Optimismus; Zadig oder das Schicksal; Der weiße Stier. Köln 1964.

## Film
- 1971/1972: Christoph Meckel. Produktion des Norddeutschen Rundfunks/Fernsehens (12 Minuten). Buch und Regie: Klaus Peter Dencker.

## Hörfunk
- Die Sprache ist eine Macht ohnegleichen – Gespräch mit Ludger Bült, Ursendung: 6. Juni 2002, MDR Kultur